# 马尔滕·特龙普
马尔滕·特龙普（荷蘭語：Maarten Tromp，1983年7月26日—），荷兰男子赛艇运动员。他曾代表荷兰参加世界赛艇锦标赛，获得一枚金牌和二枚铜牌，均来自男子轻量级八人单桨有舵手项目。